# 오수휴게소
오수휴게소(Osu Service Area)는 전북특별자치도 임실군 오수면에 위치한 순천완주고속도로의 고속도로 휴게소이다. 양방향 모두 존재한다. 순천방향의 주소는 순천완주고속도로 73, 완주방향은 순천완주고속도로 74이다.

## 시설

### 순천 방향
- 주차장
- 화장실
- 수유실
- 정유소 : 알뜰주유소, SK에너지(LPG)
- 전기차충전소
- 브랜드매장 : 탐앤탐스
- 임실로컬푸드 행복장터
- 현금 자동 입출금기

### 완주 방향
- 주차장
- 화장실
- 수유실
- 화물차라운지
- 정유소 : EX-OIL, SK에너지(LPG)
- 수소충전소
- 브랜드매장 : 탐앤탐스, 로띠번
- 현금 자동 입출금기

## 전후
| 다음 지점     | ← | 현재 지점  | ← | 이전 지점   |
| ------------- | - | ---------- | - | ----------- |
| 북남원 나들목 | ← | 오수휴게소 | ← | 오수 나들목 |
| 춘향 휴게소   | ← | 오수휴게소 | ← | 관촌 휴게소 |